# 桜子 (タレント)
桜子（さくらこ、1990年8月8日 - ）は、日本のタレント、アイドル、モデルであり、元predia、日テレジェニック2012、元FUJI☆7GIRLs、タカラトミー・ジェンガールのメンバー。愛称は、さくらちょ、らちょ。結婚前の本名は石橋 桜子（いしばし さくらこ）。
千葉県出身。プラチナムプロダクションに所属していた。

## 略歴
2011年9月19日、pre-diaに加入（1stワンマンにて初お披露目）。
2012年5月11日、藤商事のイメージガール『FUJI☆7GIRLs』として活動することを発表。担当カラーはオレンジ、キャッチフレーズは「小悪魔系キュートガール」である。
2012年6月18日、『日テレジェニック2012』にて、今野杏南などの数々の巨乳を抑え、候補生45名の中から『日テレジェニック2012』に人気投票第1位で選出。同年のロンドンオリンピックのサポーターガールを務める。
2013年1月24日、タカラトミーのジェンガイメージガール「ジェンガール」に選出される。2013年2月2日、prediaのサブボーカルとして本格的に歌にもチャレンジ開始（同日開催のワンマンにて初披露）。2013年2月13日、『三愛コレクション 2013 Spring & Summer』にモデルとして初出演。
2014年8月6日、prediaメンバーとして「壊れた愛の果てに」で日本クラウンよりメジャーCDデビュー。2014年11月20日、1st DVD『Spicy Cherry』を発売。
2019年2月16日、kawaiian for ひかりTVにて「prediaの今夜もチェケらちょ!!」がMC桜子でスタート。
2022年6月のpredia解散後、事務所退所。SNSのアカウント名を変更し、Twitterは飼い犬「そら豆」名義、Instagramは「いしばし」名義になっている。
解散と同月にABEMAで配信された『空気階段クズの恩返し』には「石橋桜子」として出演した。
2022年11月1日、TBSラジオ『空気階段の踊り場』で、空気階段の水川かたまりと結婚したことを発表した。
2024年3月5日に第1子となる長女を出産したことを、夫の水川が『空気階段の踊り場』の同月12日未明の放送にて明らかにした。

## 人物
鹿児島県生まれの千葉県育ち。趣味はカラオケ、潮干狩り、ファービー集め、アプリで知らない人と話すこと。特技は声楽（小中合唱部だった）、パズルゲーム、神経衰弱 、数字の記憶、ボタン連打。他にも、ラーメン、エビ、寿司、びわ。家族は母親と兄2人。父親は彼女がprediaに加入する約4か月前に他界している。「そら豆」という名前のチワックスを飼っている。吉本興業所属のオズワルドの伊藤俊介とは地元が同じで仲が良く、夫の水川かたまりと知り合ったきっかけも伊藤の紹介である。

## 作品

### シングル
predia
- ハニーB（2011年11月23日、JRRC-1032/3）- EAN 4562232210641。
- Hey Now!!（2013年8月27日、PPRC-0002）- EAN 4582417835339。
- Crazy Cat（2013年4月17日、PSMC-0007）- EAN 4582414480037。
- 壊れた愛の果てに（2014年8月6日、CRCP-10315/7）- EAN 4988007260428。
- 美しき孤独たち（2014年12月17日、CRCP-10337/9）- EAN 4988007266277。
- 満たしてアモーレ（2015年8月26日、CRCP-10344/6）- EAN 4988007271462。
- 刹那の夜の中で（2016年1月27日、CRCP-10352/4）- EAN 4988007273114。
- 禁断のマスカレード（2017年1月25日、CRCP-10368/70）- EAN 4988007277907。
- ヌーベルキュイジーヌ（2017年6月21日、CRCP-10373/5）- EAN 4988007279536。
- Ms.Frontier（2017年10月25日、CRCP-10383/5）- EAN 4988007280792。
- カーテンコール（2018年8月22日、CRCP-10410）
- NAKED（2019年6月12日、CRCP-10427）[18]

### アルバム
predia
- Invitation（2012年3月28日、PSMC-0001/2）- EAN 4522197115450。
- Escort me?（2012年12月12日、PSMC-0005/6）- EAN 4582414480013。
- Best of predia 2010-2013 〜Reception〜（2014年4月9日、PPRC-0008）- EAN 4580448950069。
- 孤高のダリアにくちづけを（2015年2月18日、CRCP-40395/6）- EAN 4988007267939。
- 白夜のヴィオラにいだかれて（2016年6月22日、CRCP-40462/3）- EAN 4988007274623。
- ファビュラス（2018年2月14日、CRCP-40548/9）- EAN 4988007282215
- Best of predia "THE ONE"（2018年12月19日、CRCP-40567/8）

### 映像作品
- アイドルの穴2012〜日テレジェニックを探せ! DVD-BOX（2012年8月8日、VPBF-14988）- EAN 4988021149884。
- predia LIVE DVD SHIBUYA-AX PARTY ON MAY 3, 2013（2013年10月7日、PPRC-0003）- EAN 4580448950014。
- Spicy Cherry（2014年11月20日、LCDV-40669）- EAN 4529971406698。

## 出演

### テレビドラマ
- 法円坂ホラー研究会 谷町第二高等学校（2013年6月7日 - 2014年3月28日、BS-TBS） - 女子生徒 役[19]。

### バラエティ
- アイドルの穴2012 日テレジェニックを探せ!（2012年4月7日 - 6月23日、日本テレビ）[20]
- ジローラモのチんクえTV（2014年4月5日 - 6月28日、名古屋テレビ放送）[21]
- ジェンガの達人! ジェンガール（2014年8月2日 - 、千葉テレビ放送）[22]

### 映画
- 劇場版 ミューズの鏡〜マイプリティドール〜（2012年9月29日、日本テレビ） - 日テレジェニック候補生[23]。

### インターネットテレビ
- パチンコ「CR 桃太郎侍 怒」初打ち"いざ、鬼退治!"生放送【美女だらけのパチバトル!】（2012年7月29日、ニコニコ生放送） - FUJI☆7GIRLs。
- 日テレジェニック巨大アート制作に密着! 24時間 in 日産グローバル本社ギャラリー（2012年8月25日 - 26日、ニコニコ生放送）- 日テレジェニック2012。
- prediaの今夜もチェケらちょ!!（MC）（2018年2月16日 - 2019年11月23日、kawaiian for ひかりTV 4K）

### インターネットラジオ
- ジェンガでナイト!（2014年4月11日、超!A&G+）[24]

### イベント
- 三愛コレクション 2013 Spring & Summer（2013年2月13日、三愛）[1]
- 東京おもちゃショー2013 商談見本市（2013年6月13日 - 14日、日本玩具協会）- ジェンガール[25]。